# PROTECT Act
Der PROTECT Act of 2003 (Prosecutorial Remedies and Other Tools to end the Exploitation of Children Today Act of 2003) (108-21) ist ein Bundesgesetz zur Bekämpfung von Kindesentführungen und Kindesmissbrauch in den Vereinigten Staaten. Der Entwurf wurde am 13. Januar 2003 von Senator Orrin Hatch (R-UT) eingebracht. Das Gesetz wurde am 10. April 2003 von Repräsentantenhaus und Senat bestätigt und am 30. April 2003 von Präsident George W. Bush in Kraft gesetzt.
Der PROTECT Act enthält folgende Punkte:
- Lebenslange Haftstrafen in Missbrauchsfällen von Minderjährigen, wenn der Täter zuvor bereits wegen Missbrauch von Minderjährigen verurteilt wurde (mit wenigen Ausnahmen).
- Aufstellung eines Programmes, welches Freiwilligen-Organisationen ermöglicht Informationen zur kriminellen Vergangenheit von Personen zu erhalten
- Legalisierung von Abhör- und Überwachungsmaßnahmen in allen mit Kindesmissbrauch und Kindesentführung in Zusammenhang stehenden Fällen
- Abschaffung von Höchststrafen für Kindesentführung und Kindesmissbrauch
- keine Entlassung von des Kindesmissbrauches Angeklagten im Vorfeld des Gerichtsverfahrens
- Einsetzen eines nationalen „AMBER Alert“-Koordinators
- Verbot computergenerierter Kinderpornographie
- Verbot von Zeichnungen, Skulpturen oder Bildern, die Kinder in sexuellen Handlungen zeigen
- Minimalstrafen von 5 Jahren für Besitz und 10 Jahren für die Verbreitung von Kinderpornographie
- Einführung der Strafbarkeit von Kindesmissbrauch im Ausland durch US-Staatsbürger oder in den USA lebende Personen (Geldstrafen und Haftstrafen bis 30 Jahre)